# Pseudapriona flavoantennata
Pseudapriona flavoantennata – gatunek chrząszcza z rodziny kózkowatych i podrodziny zgrzypikowych. Jedyny przedstawiciel rodzaju Pseudapriona.

## Zasięg występowania
Wsch. Azja; notowany w Tybecie, płn.-wsch. Indiach (stan Nagaland) oraz płn. Mjanmie (stan Kaczin).